# SmartGate
SmartGate is een in Australië ontwikkeld gezichtsherkenningssysteem dat aanvankelijk bij wijze van proef in gebruik was voor bemanningsleden van Qantas op de internationale luchthavens van Sydney en Melbourne. Het maakt in 10 seconden grensoverschrijding mogelijk.
De eerste proeven vonden plaats in 2000 met arriverende Qantas bemanningen, Melbourne volgde in 2004. In februari 2005, werd begonnen met een proef van SmartGate voor frequente luchtreizigers. In mei 2015 kondigde de Australische regering de lancering van SmartGate aan in lucht- en zeehavens, met als doel om tegen 2020 90% van de luchtreizigers automatisch te verwerken.
Het SmartGate-apparaat bestaat uit drie onderdelen: een biometrisch onderdeel, een paspoortscanner en de toegangspoort (gate). Het gelaat van de reiziger wordt door camera's vergeleken met in een computer aanwezige afbeeldingen van reizigers die in het systeem zijn opgenomen. Hun paspoorten dienen als bron voor vergelijking met de in de computer aanwezige foto's. Vanaf oktober 2005 kregen nieuwe Australische paspoorten een microchip met een digitale afbeelding, zodat vanaf 2016 alle paspoorten biometrisch waren..
Wanneer de SmartGate een foto herkent volgen, om legale toegang te verzekeren, de immigratie- en douanecontroles automatisch via de computer. Als alles in orde is, gaat de poort open. Bagagecontrole volgt dan indien de reiziger iets heeft aan te geven.